# Zephronia chrysomallos
Zephronia chrysomallos — вид двопарноногих багатоніжок родини Zephroniidae. Описаний у 2022 році.

## Назва
Видова назва chrysomallos перекладається з грецької як «золота шерсть», і є посиланням на золоте руно з грецької міфології.

## Поширення
Ендемік Таїланду. Поширений на півдні країни.